# 철이의 모험
《철이의 모험》은 MBC에서 1976년 5월 31일부터 1976년 10월 1일까지 방영한 어린이 연속극이다.

## 등장 인물
- 홍종현
- 강남길
- 신민경
- 김재현
- 한광수
- 손창민
- 박종범
- 김미현
- 김지훈
- 추송웅
- 진유영
- 정욱
- 반효정
- 임예진
- 김무생
- 홍중기
- 박영지
- 김영호
- 정혜선
- 고두심
- 현석
- 박원숙
- 이장현
- 임채무
- 마흥식
- 한미영